# 苏门答腊豹蛛
苏门答腊豹蛛（学名：Pardosa sumatrana）为狼蛛科豹蛛属的动物。分布于印度以及中国大陆的江西、四川、新疆等地，主要生活于果园及旱作农田。